# Pierre Marie du Lau d'Allemans
Pour les articles homonymes, voir Lau.
Pierre Marie du Lau d'Allemans naquit le 24 mars 1752 à Champniers (Dordogne) mort le 26 juillet 1816 est un général de division français.

## Biographie
Il est le rédacteur des "Remontrances du clergé de France, au Roi, sur l'édit du mois de 1787, concernant les non-catholiques", lettre adressée au roi par le clergé de France critique la signature de l'Édit de tolérance, qui autorise notamment le mariage et le baptême civil pour les non-catholiques. Ce document se trouve à la Bnf, NUMM-47040.